# 波格丹齊
波格丹齊是北馬其頓波格丹齐市镇内的城镇及行政中心。緊鄰希臘。

## 外部連結
- 波格丹齐市镇官方网站 （馬其頓文）